# Зелді Сергій Володимирович
Сергі́й Володи́мирович Зе́лді (нар. 13 червня 1986, Київ, УРСР) — український футболіст, захисник клубу «Чайка» (Петропавлівська Борщагівка).

## Клубна кар'єра
Вихованець київського «Динамо». 2002 року почав виступати за «Динамо-3» у другій лізі. Також встиг пограти за «Динамо-2» у першій лізі і за дубль у молодіжній першості. 2005 року грав за київське ЦСКА, опісля знову грав за «Динамо-3».
Влітку 2006 року перейшов до харківського «Геліоса». У перших своїх 3-х іграх у першій лізі забив 3 голи. За підсумками газети «Спорт-Експрес» Зелді увійшов до символічної збірної першої ліги осінньої частини сезону 2006/07. За версією відвідувачів офіційного сайту «Геліоса» Зелді став найкращим гравцем клубу сезону 2006/2007. Першу половину сезону 2007/08 провів в оренді в ужгородському «Закарпатті». У вищій лізі за клуб зіграв лише 1 матч, 10 листопада 2007 року в поєдинку на виїзді проти сімферопольської «Таврії» (4:1). Опісля знову виступав за «Геліос», де став основним гравцем. Узимку 2008 року побував на перегляді у луганській «Зорі», але команді не підійшов. Навесні 2009 року перейшов до київського ЦСКА, де вже виступав. У клубі у другій лізі провів 10 матчів. Улітку 2009 року перейшов в івано-франківське «Прикарпаття». У січні 2010 року побував на перегляді в «Олександрії».
23 лютого 2010 підписав річний контракт із сімферопольською «Таврією». У складі клубу провів всього 3 матчі в чемпіонаті України й улітку того ж року покинув клуб. Потім Зелді знову виступав за «Прикарпаття», у складі клубу також провів усього 3 матчі у першій лізі.
На початку 2011 року перейшов до «Буковини» з Чернівців. З серпня 2011 року грає за МФК «Миколаїв».